# 基督教深圳堂
基督教深圳堂位于中国广东省深圳市福田区梅林路126号，是一座基督教新教教堂，外觀設計成諾亞方舟的形狀。

## 歷史
基督教於1846年傳入今深圳地區。深圳堂原位於今罗湖区，創建於1898年，其宗派背景为礼贤会。1949年，重建新堂，地址设于和平路22号。文化大革命期间，教堂被其它单位占用，教會活動被迫中止。
1998年，深圳市政府在福田区梅林花果山邊為擬建的深圳堂規劃了約4400平方米（包括绿化带）的用地，1999年7月3日奠基，2000年8月封顶，2001年12月9日投入使用，2003年上半年還清欠款，同年8月舉行獻堂感恩崇拜。

## 照片

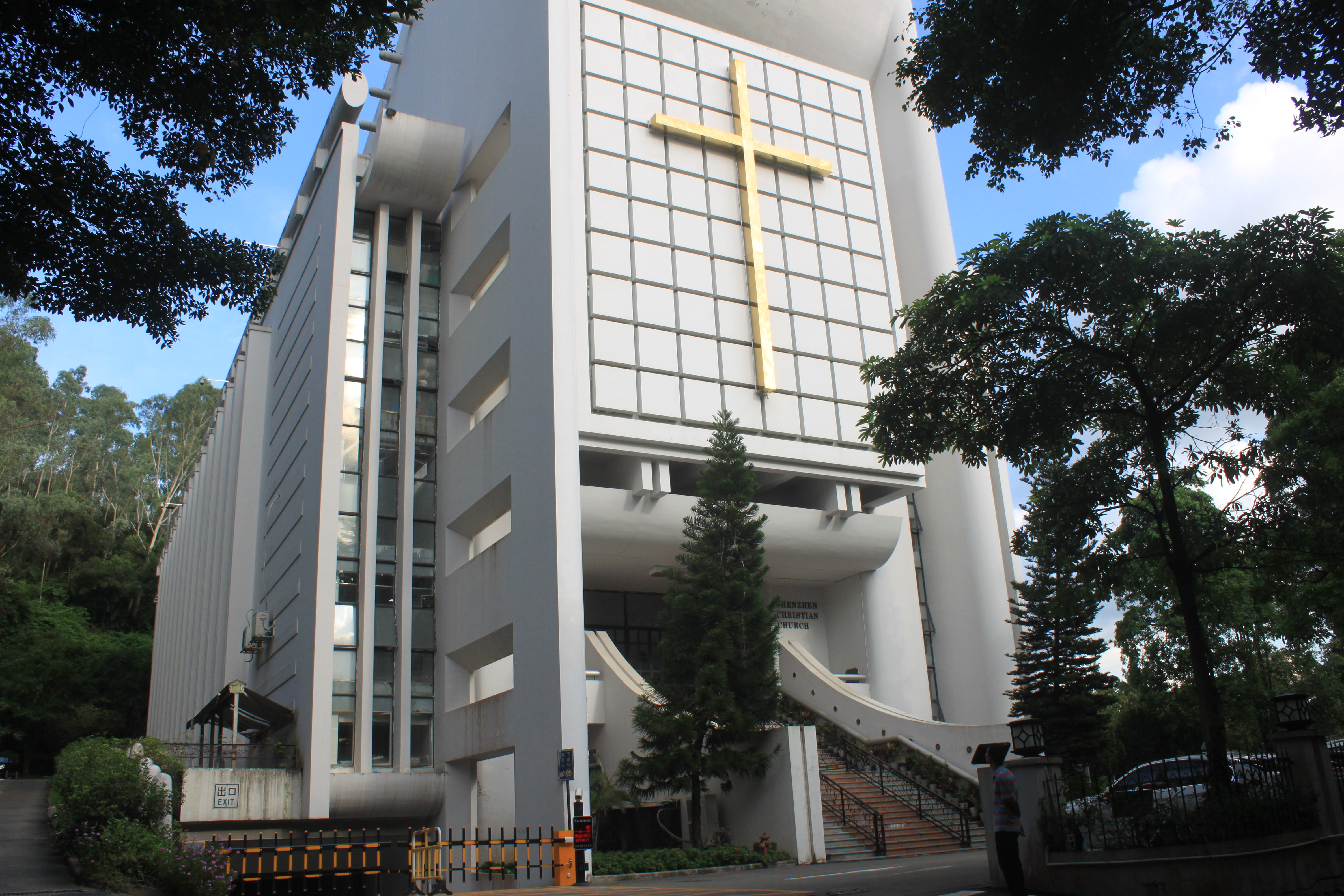
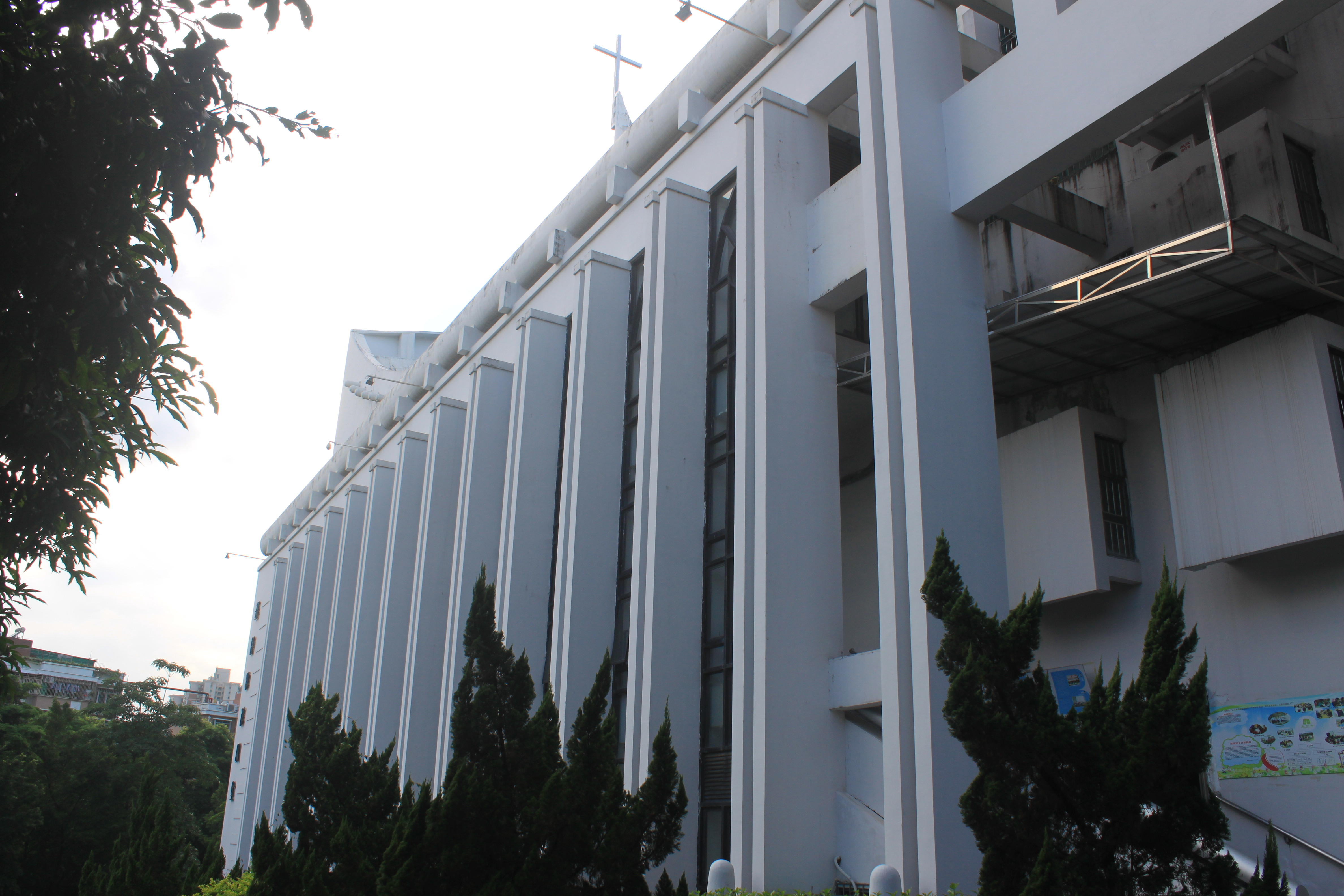
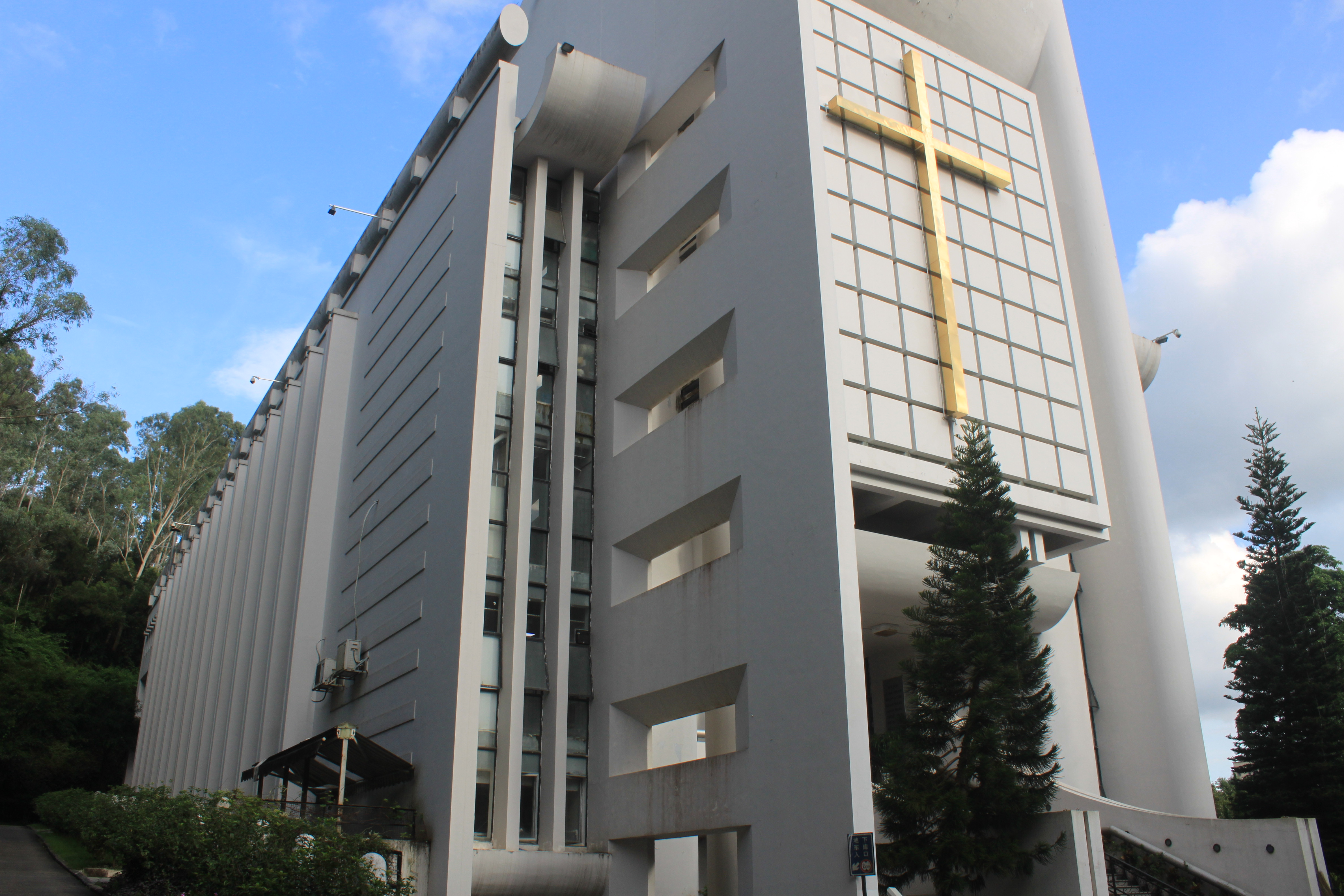
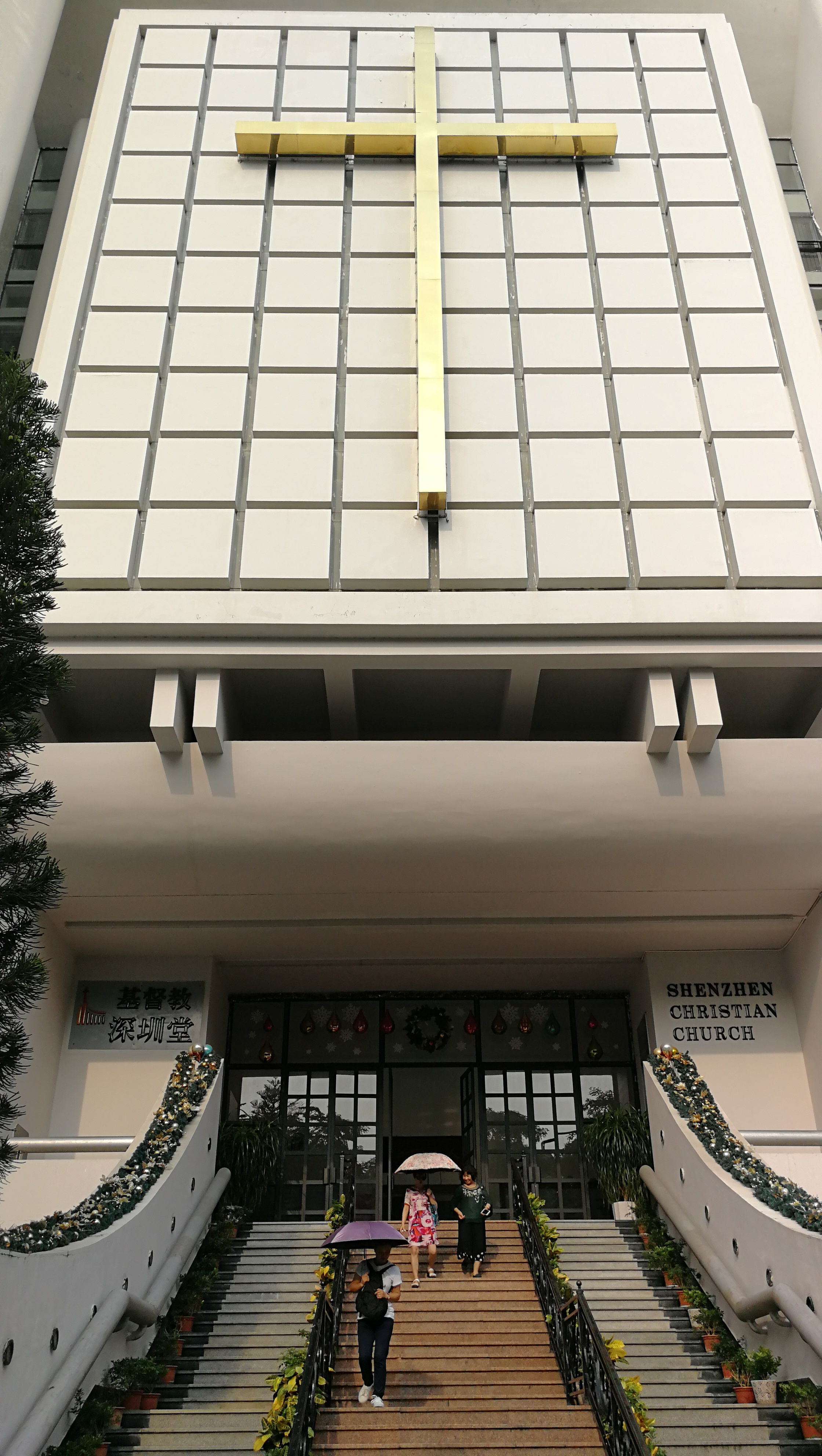
門前梯級
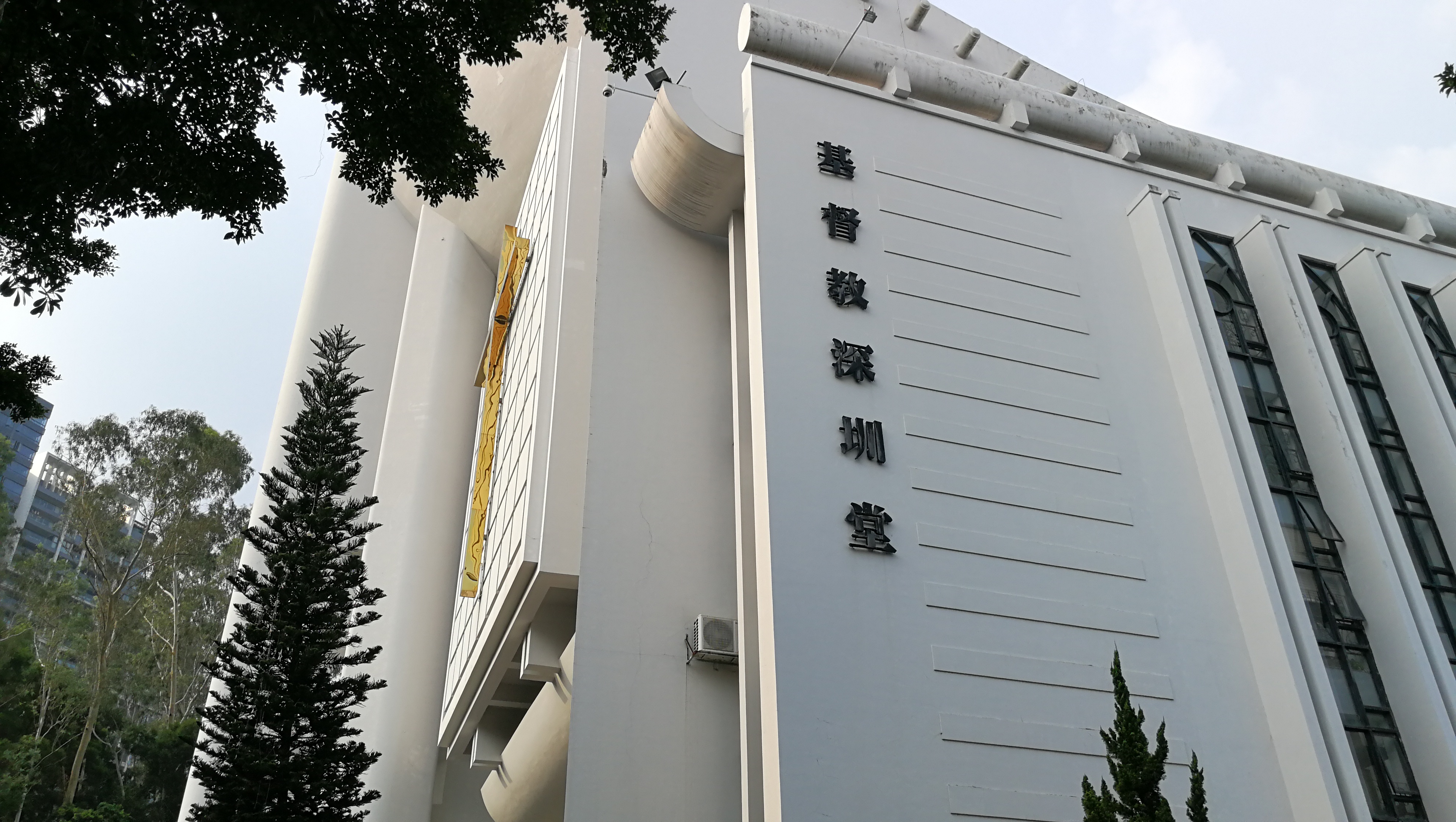
西南角